# Рогозница (Люблинское воеводство)
Рогозница (пол. Rogoźnica) — деревня в Бяльском повете Люблинского воеводства Польши. Входит в состав гмины Мендзыжец-Подляски. Находится примерно в 19 км к западу от центра города Бяла-Подляска. По данным переписи 2011 года, в деревне проживало 500 человек.
В 1975—1998 годах деревня входила в состав Бяльскоподляского воеводства.

## Население
Демографическая структура по состоянию на 31 марта 2011 года:
|         | Всего | До трудоспособного возраста | Трудоспособного возраста | Старше трудоспособного возраста |
| ------- | ----- | --------------------------- | ------------------------ | ------------------------------- |
| Мужчины | 243   | 81                          | 131                      | 31                              |
| Женщины | 257   | 61                          | 145                      | 51                              |
| Всего   | 500   | 142                         | 276                      | 82                              |